# Università degli Studi di Firenze
Università degli Studi di Firenze (UNIFI) (dansk: Firenzes Universitet) er et universitet beliggende i Firenze i Italien. Universitetet blev grundlagt i 1321 og er således et af de ældste universiteter i Italien. Med sine ca. 60.000 studerende er det samtidig blandt de største. 
Universitetet består i dag af 12 fakulteter: Jordbrugsvidenskab, arkitektur, økonomi, teknik, jura, filosofi/litteraturvidenskab, matematik/naturvidenskab, lægevidenskab, pædagogik, farmaci, samfundsvidenskab og pyskologi.